# بيرت أومالي
بيرت جورج أومالي (بالإنجليزية: Bert W. O'Malley)‏ هو أستاذ البيولوجيا الجزيئية والخلوية في كلية بايلور للطب. وهو مواطن من بيتسبرغ، لديه درجة البكالوريوس من جامعة بيتسبرغ (A&S 1959) M. D. ومن جامعة بيتسبرغ مدرسة الطب (1963). أكمل إقامته في جامعة ديوك وقضى أربع سنوات في المعهد الوطني للصحة تليها أربع سنوات بوصفه أستاذ ومدير البيولوجيا الإنجابية في جامعة فاندربيلت. ثم انتقل إلى بايلور استاذا ورئيسا لقسم البيولوجيا الجزيئية والخلوية.
يعمل الدكتور أومالي على الإجراءات الأولية من هرمونات الستيرويد والمستقبلات النووية. 
وقد نشر أكثر من 600 ورقة عنها ويحمل 22 براءات اختراع في مجالات تنظيم الجينات الجزيئية والغدد الصماء ومستقبلات الستيرويد وغيرها. عمله على الآليات الجزيئية لمستقبلات الستيرويد له أهمية كبيرة في الأمراض الوراثية والتناسلية واضطرابات التمثيل الغذائي ومرض السكري وبصورة خاصة السرطان. وهو يعتبر أب الغدد الجزيئية الصماء وتلقى أكثر من 60 جائزة ومكافئة لإنجازاته العلمية في هذا المجال.
حصل على جائزة قلادة العلوم الوطنية من قبل رئيس الولايات المتحدة جورج دبليو بوش في 29 سبتمبر / أيلول 2008.

## الأوسمة والجوائز
- جائزة ديكسون، 1979.
- حائز على الميدالية الوطنية للعلوم.
- رئيس جمعية الغدد الصماء في عام 1985.
- جائزة إرنست شيرينغ، 2011.[4]
- عضو في الأكاديمية الوطنية للعلوم.
- عضو الأكاديمية الوطنية للطب.
- زميل الأكاديمية الأمريكية للفنون والعلوم.
- زميل الجمعية الأمريكية لعلم الأحياء الدقيقة.
- زميل الجمعية الأمريكية لتقدم العلوم.
- دكتوراه فخرية من معهد كارولنسكا.
- الدكتوراه الفخرية جامعة نيويورك.
- الدكتوراه الفخرية جامعة أيرلندا الوطنية.
- الدكتوراه الفخرية جامعة ميريلاند.
- الدكتوراه الفخرية جامعة بيتسبرغ.
- دكتوراه فخرية جامعة أثينا.